# 태양은 가득히 (2000년 드라마)
《태양은 가득히》는 2000년 9월 16일부터 2001년 3월 18일까지 방영된 KBS 2TV 주말 드라마 작품이다.

## 등장 인물
- 박상민 : 장호태 역 (아역 류덕환)
- 유준상 : 강민기 역 (아역 백성현)
- 김지수 : 박지숙 역
- 김민 : 서가흔 역
- 김무생 : 서병천 역
- 장용 : 김병규 역
- 송재호 : 박철수 역
- 김창숙 : 이영희 역
- 이정길 : 박사장 역
- 이효춘 : 민혜숙 역
- 최재원 : 박현도 역
- 이응경 : 장문희 역
- 양동근 : 최동팔 역
- 정다빈 : 강민주 역 (아역 예서진)
- 이원종 : 장극돈(장호태의 아버지) 역
- 강미 : 정은숙(장호태의 어머니) 역
- 이한위 : 지대웅(지민의 아버지) 역
- 김희령 : 송경춘(지민의 어머니) 역
- 강성현 : 지민 역
- 김응석 : 지대욱(지민의 큰 삼촌) 역
- 이철민 : 지대철(지민의 막내 삼촌) 역
- 강보경 : 박바다 역
- 최우혁 : 박하늘 역

## 참고 사항
- 원래 50부작으로 기획되었으나 후속작 《푸른 안개》의 캐스팅 문제로 4회 연장한 54회로 막을 내렸다.
- 음주운전 사고로 물의를 일으킨 박상민과 김지수를 주역으로 기용하여 비난을 받았다.[1]
- 이민우는 <자꾸만 보고싶네>에 캐스팅되기 전 해당 드라마의 캐스팅 제의를 받았으나 두 작품 녹화 스케줄이 겹쳐 해당 드라마 출연을 포기했다.[2]
- 출세를 위해 자신의 아이를 임신한 여인을 버리고, 재벌의 딸과 결혼하는 내용때문에 따끔한 눈총을 받아야 했다.[3]